# Gabriele Haefs
Gabriele Haefs  (* 27. August 1953 in Wachtendonk) ist eine deutsche Autorin und Übersetzerin literarischer Werke.

## Leben und Leistungen
Gabriele Haefs ist die Schwester der Übersetzer und Autoren Gisbert Haefs und Hanswilhelm Haefs. Sie studierte Volkskunde, Sprachwissenschaft, Keltologie und Nordistik an den Universitäten in Bonn und Hamburg. 1982 schloss sie ihr Studium mit einer volkskundlichen Dissertation an der Universität Hamburg ab.
Seit den Achtzigerjahren ist sie als Übersetzerin aus dem Norwegischen, Dänischen, Schwedischen, Englischen, Niederländischen und Irischen tätig.
Gabriele Haefs, die mit dem norwegischen Schriftsteller Ingvar Ambjørnsen verheiratet war, lebt in Hamburg. Sie ist Mitglied im Verband deutschsprachiger Übersetzer literarischer und wissenschaftlicher Werke, VdÜ.

## Ehrungen
Für ihr übersetzerisches Werk erhielt Gabriele Haefs zahlreiche Auszeichnungen, unter anderem:
- 1994 Deutscher Jugendliteraturpreis (zusammen mit Jostein Gaarder)
- 1997 Gustav-Heinemann-Friedenspreis (zusammen mit Elin Brodin)
- 1998 Hamburger Förderpreis für literarische Übersetzungen
- 1999 Österreichischer Kinder- und Jugendbuchpreis
- 2000 Willy-Brandt-Preis der Deutsch-Norwegischen Willy-Brandt-Stiftung
- 2008 Sonderpreis des deutschen Jugendliteraturpreises
- 2011 Königlich Norwegischer Verdienstorden, Ritter 1. Klasse
- 2017 Deutscher Jugendliteraturpreis (zusammen mit Jakob Wegelius)[1]
- 2017 Hamburger Förderpreis für literarische Übersetzungen

## Werke

### Eigene Bücher
- Das Irenbild der Deutschen, Frankfurt am Main u. a. 1983, ISBN 3-8204-7701-2
- mit Klaus Gille: Von Sittenstrenge und Aufbegehren. Die Wilhelminische Zeit, Hamburg 1994, ISBN 3-8225-0244-8
- Mit Fürst von Pückler-Muskau nach Irland, Berlin 1999
- Mit Karel Čapek zum Nordkap, Berlin 1999
- Mit Johanna Schopenhauer nach Köln und Bonn, Berlin 2000
- 111 Gründe, Norwegen zu lieben. Schwarzkopf & Schwarzkopf 2016, ISBN 978-3-86265-613-4

### Herausgeberschaft
- Das Drachenei, Bremen 1987 (zusammen mit Christel Hildebrandt)
- Frauen in Irland, München 1990 (zusammen mit Viola Eigenberz)
- Frauen in Skandinavien, München 1991
- Mord am Fjord, München 1994 (zusammen mit Christel Hildebrandt)
- Heißer Norden, Wien 1996 (zusammen mit Christel Hildebrandt und Dagmar Mißfeldt)
- Die heiligen drei Narren, Berlin 1997 (zusammen mit Christel Hildebrandt und Dagmar Mißfeldt)
- Karen Babey: Tag, meine Süßen!, Hamburg 2001
- Keltische Hexengeschichten, München 2002 (zusammen mit Rachel McNicholl)
- Der keltische Tiger, Münster 2002 (letzter Teilband der Irland Almanach [1999–2002], Mitherausgeber: Hans-Christian Oeser, Jörg W. Rademacher, Jürgen Schneider, Ralf Sotscheck)
- Skål, Admiral von Schneider!, Radebeul 2003 (zusammen mit Christel Hildebrandt und Dagmar Mißfeldt)
- Morden im Norden, Frankfurt am Main 2004 (zusammen mit Christel Hildebrandt und Dagmar Mißfeldt)

### Übersetzungen (Auswahl)
- Karin Fossum: Fremde Blicke
- Jostein Gaarder: Sofies Welt. München 1993.
- Jostein Gaarder, Klaus Hagerup: Bibbi Bokkens magische Bibliothek, Roman. Hanser, München, Wien 2001.
- Jostein Gaarder: Ein treuer Freund, Roman. Hanser, München 2017, ISBN 978-3-446-25443-5.
- Anne Holt: Blinde Göttin. 1995
- Anne Holt: Selig sind die Dürstenden. 1996
- Anne Holt: Das einzige Kind. 1998
- Anne Holt: Im Zeichen des Löwen. 1999
- Anne Holt: Das achte Gebot. 2001
- Anne Holt: Das letzte Mahl. 2003
- Elin Brodin: Lieber Poti… Aarau u. a. 1993.
- Elin Brodin: Das Buch der Sklaven. Aarau 1996.
- Elin Brodin: Planet der Lichter Aarau 1998.
- Unni Nielsen: Ein Dach in Brooklyn. Wien 1998.
- Marianne Berglund: Nebel über dem Fluss. München 2002.
- Neil Smith: Bang Crunch. Stories. Schöffling, Frankfurt am Main 2009, ISBN 978-3-89561-495-8.
- Roy Jacobsen: Das Dorf der Wunder. Osburg, Berlin 2011, ISBN 978-3-940731-34-0.
- Roy Jacobsen: Schweigen am See. btb, Berlin 1998, ISBN 3-442-72213-6.
- Roy Jacobsen: Punkt, Punkt, Sonnen, Stich. Hamburg 1995, ISBN 3-8225-0302-9.
- Åsa Larsson: Sonnensturm
- Åsa Larsson: Weiße Nacht
- Åsa Larsson: Der schwarze Steg
- Åsa Larsson: Bis dein Zorn sich legt.
- Åsa Larsson: Denn die Gier wird euch verderben. C. Bertelsmann, München 2012, ISBN 978-3-570-10101-8.
- Nikolaj Frobenius: Der schüchterne Pornograph. Onkel & Onkel, Berlin 2011
- Agatha Christie: Mord auf dem Golfplatz. Fischer Taschenbuch Verlag, Frankfurt 2012, ISBN 978-3-596-51195-2.
- Camilla Grebe & Åsa Träff: Das Trauma, 2011, btb München, ISBN 978-3-442-75259-1.
- Rick Riordan: Percy Jackson – Diebe im Olymp
- Rick Riordan: Percy Jackson – Im Bann des Zyklopen
- Rick Riordan: Percy Jackson – Der Fluch des Titanen
- Rick Riordan: Percy Jackson – Die Schlacht um das Labyrinth
- Rick Riordan: Percy Jackson – Die letzte Göttin
- Rick Riordan: Helden des Olymp – Der verschwundene Halbgott
- Rick Riordan: Helden des Olymp – Der Sohn des Neptun
- Rick Riordan: Helden des Olymp – Das Zeichen der Athene
- Rick Riordan: Die Abenteuer des Apollo – Das verborgene Orakel
- Rick Riordan: Die Abenteuer des Apollo – Die dunkle Prophezeiung
- Rick Riordan: Die Abenteuer des Apollo – Der Turm des Nero
- Lena Andersson: Widerrechtliche Inbesitznahme: ein Roman über die Liebe. Luchterhand, München 2015, ISBN 978-3-630-87469-2.
- Máirtín Ó Cadhain: Der Schlüssel, Kröner Verlag, Stuttgart 2016, ISBN 978-3-520-60001-1.
- Máirtín Ó Cadhain: Grabgeflüster, Kröner Verlag, Stuttgart 2017, ISBN 978-3-520-60101-8.
- Máirtín Ó Cadhain: Die Asche des Tages, Kröner Verlag, Stuttgart 2020, ISBN 978-3-520-60301-2.
- Jakob Wegelius: Sally Jones – Eine Weltreise in Bildern, 2009
- Jakob Wegelius: Sally Jones – Mord ohne Leiche, 2016
- Bobbie Peers: William Wenton und die Jagd nach dem Luridium.* Linn Skåber: Being young. Uns gehört die Welt, 2020
- Chris Rylander: Die Legende von Greg – Der krass katastrophale Anfang der Ganzen Sache ISBN 978-3-551-31983-8
- Gudmund Vindland: Der Irrläufer, Buntbuch, Hamburg 1983, ISBN 978-3-88653-057-1.
- Gudmund Vindland: Sternschnuppen, Galgenberg, Hamburg 1992, ISBN 978-3-87058-116-9.